# Allium splendens
Allium splendens — вид рослин з родини амарилісових (Amaryllidaceae); поширений у північно-східній частині Азії.

## Опис
Цибулина одиночна або парна, вузько циліндрична або циліндрично-конічна, 0.4–0.7 см у діаметрі; оболонка сірувато-коричнева. Листки лінійні або вузьколінійні, коротші від стеблини, 1–3(4) мм завширшки, плоскі, краї шершаво-дрібнозубчасті. Стеблина 20–35(50) см, струнка, кругла в перерізі. Зонтик півсферичний, багатоквітковий. Оцвітина блідо-бузкова або рожево-бузкова; сегменти з пурпуровою серединною жилкою, від ланцетних до вузько еліптичних, 3.5–4 × ≈ 1.5 мм, верхівка округла. 2n = 16, 32, (40). Період цвітіння: червень.

## Поширення
Поширення: Японія, Монголія, Корея, Китай — Хейлунцзян, Цзілінь, Ляонін, Внутрішня Монголія, Росія — Сибір і Далекий Схід.
Населяє ліси, чагарники, луки, вологі схили; 100–1000 м.